# José Carlos Rosales
José Carlos Rosales Escribano (Granada, 27 de noviembre de 1952) es un poeta español.

## Biografía
Sobrino del insigne poeta Luis Rosales, José Carlos Rosales nació en el seno de una familia de artistas y escritores, lo que marcó sus inquietudes literarias desde la infancia. Estudió Filología Románica en la Universidad de Granada, licenciándose en 1975; seguidamente, inició la carrera de Periodismo en la Universidad Complutense de Madrid, aunque los abandonó al curso siguiente para regresar a su Granada natal, en cuya institución universitaria cursó los estudios de Filología Hispánica, obteniendo la licenciatura en 1980. En 1996 se doctoró en esta última carrera, también por la Universidad de Granada, otorgándosele el Premio Extraordinario de Doctorado. De esta misma época destaca su participación, en el curso 1989-1990, en el proyecto Les lettres européennes. Histoire de la Littérature Européene, organizado por la Universidad de Lille (Francia), entre otras instituciones galas.
En 1988 vio la luz su primer libro de poemas, El buzo incorregible, publicado en Granada en la editorial Corimbro; reeditado por la diputación de esta provincia en su colección Maillot Amarillo en 1996. A este seguirían, entre otros libros, El precio de los días (publicado por la editorial Renacimiento en Sevilla, 1991), La nieve blanca (Pre-textos, Valencia, 1995) y El horizonte (editado por Huerga & Fierro en Madrid, en el año 2003); con este último, fue galardonado ese mismo año con el Premio para Poetas Andaluces «Ciudad de San Fernando». En 2010, volvió a ser laureado, en este caso con el Premio Internacional de Poesía «Gerardo Diego», convocado por la Consejería de Educación, Cultura y Deporte del Gobierno de Cantabria, por su libro Poemas a Milena. En 2017 publica Si quisieras podrías levantarte y volar, un solo poema narrativo dividido en 25 secciones con elementos de road movie y novela negra. En abril de 2019 publica Años larguísimos (1968-2018) donde el poeta reúne un buen número de textos que se quedaron fuera de los libros y añade un puñado de inéditos y que en palabras de Justo navarro «no es una reunión fortuita de piezas heterogéneas y caprichosas, sino una recopilación de una coherencia absoluta».
Ha sido durante varios años profesor en distintos institutos de secundaria de las ciudades de Córdoba y Granada. En septiembre de 2001, fundó junto a otros poetas granadinos la Academia de Buenas Letras de Granada, corporación de la que fue su primer bibliotecario, cargo del que dimitió en el año 2003; desde la fundación de esta institución, ha sido académico numerario de la misma, donde ocupa el sillón C. En marzo de 2009, fundó el Ateneo de Granada, del que se convirtió en el primer presidente (puesto que ocupó hasta marzo de 2010, en que fue sucedido por José Luis Jiménez).
A lo largo de su trayectoria, destaca su participación en la redacción de varias revistas literarias (tales como La Fábrica del Sur, Poesía 70 u Olvidos de Granada), así como su labor como articulista en la gaceta Granada 2000, como columnista en el periódico Ideal y como crítico literario en el diario El País (entre 1989 y 1991). En la actualidad, colabora con multitud de revistas culturales, tanto en España (como Archipiélago, Tragaluz, Condados de Niebla, El Maquinista de la Generación, Ex Libris, Cuadernos Hispanoamericanos, Hélice, Litoral, Pandora o Ultramar, entre otras), como en Cuba (Unión) y Nicaragua (Carátula). En 1999, participó en la fundación de la revista El findigor, publicada por la Universidad de Granada, perteneciendo desde entonces a su consejo de redacción. Desde 2003, es columnista del periódico Granada Hoy.

## Obra

### Poesía
- El buzo incorregible (Granada: Corimbo, 1988; Granada: Diputación de Granada, Colección Maillot Amarillo, 1996).[7]
- El precio de los días (Sevilla: Renacimiento, 1991).[7]
- La nieve blanca (Valencia: Pre-Textos, 1995).[7]
- El horizonte (Madrid: Huerga & Fierro Editores, 2003; galardonado con el Premio de Poesía Ciudad de San Fernando).[7]
- El desierto, la arena (Sevilla: Fundación José Manuel Lara, Colección Vandalia nova, 2006).[7]
- Poemas a Milena (Valencia: Pre-Textos, 2011; galardonado con el Premio Internacional de Poesía Gerardo Diego).[7]
- Y el aire de los mapas (Sevilla: Fundación José Manuel Lara, Colección Vandalia nova, 2014).[7]
- Si quisieras podrías levantarte y volar (Madrid, Bartleby editores. 2017)[8]
- Años larguísimos 1968-2018 (Úbeda, Fundación Huerta de San Antonio, 2019)

### Prosa
- Repertorio de fugas (Madrid: Editorial de la Idea, Colección Los Libros de la Siesta, 1987; antología de relatos).[7]
- Mínimas manías (Granada: Caja General de Ahorros, Colección Literaria, 1990; antología de artículos literarios publicados en la revista Granada 2000 en 1998-1989).[7]

### Otros
- Casi dunas (Granada: Ciudad-Diseño, 1984; carpeta con tres poemas de Rosales y dos aguafuertes de Julio Juste).[7]
- Frágil (Granada: Talleres Sureste, 1985; carpeta con un cuento de Rosales y seis grabados de Antonio Gil, Jesús Conde, Miguel Ángel García, Manuel Gil y Francisco Santana).[7]
- Les Lettres Européennes. Histoire de la Littérature Européene (París, Hachette Éducation, 1992).[7]
- Cien años de sonetos en español (Madrid: Hiperión, 2000).[7]
- Los secretos se escriben (Salobreña, Granada: Alhulia, Colección Mirto Academia, 2008; antología de artículos y ensayos de crítica literaria).[7]
- Libro de faros (Málaga: Puerta del Mar, 2008; antología poética).[7]
- Dos movimientos (Málaga: Centro Generación del 27, 2009).[7]
- Memoria poética de la Alhambra (Sevilla: Fundación José Manuel Lara, Colección Vandalia nova, 2011).[7]
- Y habré vivido. Poesía andaluza contemporánea (Málaga: Centro de la Generación del 27, Diputación de Málaga, 2011).[7]
- Un paisaje: Antología poética 1984-2013 (Sevilla: Renacimiento, 2013).[7]
- Todo es poesía en Granada. Panorama poético (2000-2015). José Martín de Vayas (antólogo). Granada: Esdrújula Ediciones, 2015.

## Galardones
- 1996: Premio Extraordinario de Doctorado en Filología Hispánica por la Universidad de Granada.[1]
- 2003: Premio para Poetas Andaluces «Ciudad de San Fernando», por El horizonte.[1]
- 2010: Premio Internacional de Poesía «Gerardo Diego», por Poemas a Milena.[3]